# 1990年3月逝世人物列表
1990年逝世人物列表：1月 - 2月 - 3月 - 4月 - 5月 - 6月 - 7月 - 8月 - 9月 - 10月 - 11月 - 12月
1990年3月逝世人物列表，是用於匯總1990年3月期間逝世人物的列表。

## 依日期排序

### 1日
- 戴斯蒙德·布萊恩，80歲，澳大利亞板球運動員。[1]
- 馬克斯·布拉，84歲，奧地利自行車賽車手。[2]
- 小班·希爾·格里芬，79歲，美國商人和政治家。[3]
- 片桐太忍，62歲，日裔美國禪師，癌症。

### 2日
- 阿瑟·弗萊施曼，93歲，捷克-英國雕塑家。[4]
- 沙奇·傑克，68歲，美國音樂家。[5]
- 雷格·桑德斯，69歲，澳大利亞原住民陸軍軍官。
- 申沙龍，85歲，以色列作家。

### 3日
- 羅伯托·貝托爾，72歲，西班牙足球運動員。
- 傑勒德·布利茨，78歲，比利時企業家。
- 威廉·D·鄧納姆，70歲，美國將軍，二戰期間的飛行王牌。
- 弗蘭斯·戈德哈特，86歲，荷蘭政治家和記者。[6]
- 路易士·佩奇，84歲，法國電影攝影師。[7]
- 夏洛特·摩爾·西特利，91歲，美國天文學家，心力衰竭。[8]

### 4日
- 陈云涛，66歲，中華人民共和國政治人物
- 亞伯拉罕·伯恩斯坦，71歲，美國政治家。[9]
- 漢克·加瑟斯，23歲，美國籃球運動員，室上性心搏過速。
- 康斯坦丁·科基納基，79歲，蘇聯戰鬥機和試飛員。
- 瓦西裡·馬格洛夫，81歲，蘇聯將軍。
- 海因茨·施納克茨，78歲，德國電影攝影師。[10]
- 哈裡·沃辛頓，98歲，美國奧林匹克田徑運動員（1912年）。[11]

### 5日
- 蔡阿信，91歲，台灣首位女醫師。
- 阿爾巴諾，67歲，葡萄牙足球運動員。[12]
- 埃德蒙·科嫩，75歲，德國足球運動員。[13]
- 馬拉，47歲，巴基斯坦歌手。
- 蒂莫西·梅森，50歲，英國馬克思主義納粹德國歷史學家，自殺。[14]
- 加里·梅里爾，74歲，美國演員[15]
- 汉斯·克里斯蒂安·尼尔森，61歲，丹麥足球運動員。[16]
- 吉娜·帕內，50歲，法國藝術家。[17]
- 格洛麗亞·卡特·斯潘，63歲，美國摩托車手，吉米·卡特的妹妹，胰腺癌。[18]
- 彼得·阿道夫·泰森，90歲，德國化學家。[19]
- 卡雷爾·蒂斯，71歲，比利時自行車賽車手。[20]
- 威廉·阿普爾曼·威廉姆斯，68歲，美國歷史學家。[21]

### 6日
- 弗里德里希·希爾舍爾，87歲，德國神學家。
- 賀川太郎，67歲，日本足球運動員。
- E. T. Klassen，81歲，美國郵政局長。[22]
- 埃吉爾·克努岑，75歲，挪威奧運擊劍運動員（1936年、1948年、1952年）。[23]
- 亚当·帕佩，94歲，波蘭擊劍運動員和奧運獎牌得主。[24]
- 威廉·拉伯恩，84歲，美國情報官員，中央情報局局長（1965-1966）。
- Joe Sewell，91歲，美國棒球運動員。[25]
- 朱利安·斯賓塞，60歲，美式橄欖球運動員。[26]
- 厄爾·T·瓦格納，81歲，美國政治家，美國眾議院議員（1949-1951）。[27]

### 7日
- 克勞德·阿裡厄，86歲，法國作曲家。[28]
- Shuddhananda Bharati，92歲，印度宗教哲學家。[29]
- 君士坦丁堡的謝諾克一世·卡勞斯蒂安，76歲，君士坦丁堡的蘇聯亞美尼亞族長（自1963年起）。
- 潘喬·科爾多瓦，73歲，墨西哥演員、編劇和電影導演。
- 切廷·埃梅奇，54-55歲，土耳其記者，被槍殺。
- 露絲·格拉斯，77歲，德裔英國社會學家和城市規劃師。[30]
- Mordecai Gorelik，90歲，俄裔美國戲劇設計師，癌症。[31]
- 傑伊·洛夫斯通，92歲，俄裔美國政治活動家。[32]
- 路易士·卡洛斯·普雷斯泰斯，92歲，巴西政治家，心臟病發作。[33]
- 雅各布斯·希德翁·内尔·斯特劳斯，89歲，南非政治家。
- 薩爾瓦多·的黎波里，85歲，美國拳擊手和奧運獎牌得主。
- 米哈伊·托特，63歲，匈牙利足球運動員。
- Carl A. Wirtanen，79歲，美國天文學家。

### 8日
- 埃爾基·阿爾托寧，79歲，芬蘭作曲家。[34]
- 埃裡希·霍哈根，75歲，二戰期間的德國將軍和飛行王牌。
- 卡琳·卡夫利，83歲，瑞典女演員。
- 查理斯·克魯格，93歲，盧森堡足球運動員。[35]
- 傑克·琳賽，89歲，澳大利亞-英國作家。[36]
- 約翰·本·謝珀德，74歲，美國政治家，癌症。[37]
- 海因·范·布雷南，60歲，荷蘭自行車賽車手。[38]

### 9日
- Georgios Costakis，76歲，蘇聯俄羅斯藝術收藏家。[39]
- 亞伯拉罕·所羅門·哈爾金，86歲，俄裔美國以色列歷史學家，肺炎。[40]
- 喬治·喬安尼德斯，67歲，希臘出生的美國情報官員。
- Martial Singher，85歲，法國歌劇歌手。[41]
- Lou Vedder，92歲，美式足球運動員。[42]

### 10日
- 曾廣智，39歲，香港裔美國攝影師，愛滋病。[43]
- B. R. Deodhar，88歲，印度歌手。
- 富勒姆的斯圖爾特男爵邁克爾·斯圖爾特，83歲，英國政治家。
- 派特·麥克唐納，68歲，澳大利亞女演員，胰腺癌。
- Harro Ran，52歲，荷蘭水球運動員。[44]
- 奧托·舒哈特，80歲，二戰期間德國U艇指揮官。
- Darbara Singh，74歲，印度政治家。
- 蘭斯·廷蓋，74歲，英國體育記者，心臟病發作。
- Reg Wright，84歲，澳大利亞政治家。

### 11日
- Dan Archibong，46歲，奈及利亞軍人和政治家，交通事故。
- 穆里爾·迪克森，86歲，蘇格蘭女高音。[45]
- 普拉圖爾·錢德拉·古普塔，80歲，印度歷史學家。
- 迪恩·霍裡克斯，28歲，英格蘭足球運動員，交通事故。[46]
- 愛德華·格雷迪·帕廷，66歲，美國工會會員。
- Oronzo Pugliese，79歲，義大利足球經理。[47]
- 羅伊·沙爾克，81歲，美國棒球運動員。[48]

### 12日
- 布魯斯·巴恩斯，80歲，美國網球運動員。
- Rie de Balbian Verster-Bolderheij，100歲，荷蘭畫家。[49]
- 華萊士·佈雷姆，63歲，英國作家。
- 蘭貝托·切薩里，79歲，義大利裔美國數學家。[50]
- 簡·格裡格森，61歲，英國烹飪書作家，宮頸癌。[51]
- Eugene V. Klein，69歲，美國商人。
- 羅莎蒙德·萊曼，89歲，英國小說家。[52]
- 沃爾特·奧爾·羅伯茨，74歲，美國大氣科學家和天文學家，癌症。[53]
- 阿爾夫·舍伍德，66歲，威爾士足球運動員，心臟病發作。
- Philippe Soupault，92歲，法國作家。[54]
- 哈裡·南，60歲，英國音樂家。[55]

### 13日
- 布魯諾·貝特蘭，86歲，奧地利裔美國心理學家，窒息自殺。[56]
- 第六代喬姆利侯爵休·喬蒙德利，70歲，英國世襲貴族。
- 阿爾伯特·德·克萊恩，72歲，比利時足球運動員。
- 恩斯特·戈登鮑姆，91歲，德國政治家。
- 格雷厄姆·馬丁，77歲，美國外交官。[57]
- 卡爾·明欽格，74歲，德國指揮家。[58]
- 伊琳娜·奧夫欽尼科娃，85歲，俄裔英國人類學家。
- 戈特弗裡德·魏曼，82歲，德國奧運會標槍運動員（1932年，1936年）。 [59]

### 14日
- 羅伯特·H·巴默，85歲，美國檔案保管員。[60]
- 威廉·鲍曼，77歲，德國手球運動員。[61]
- 彼特·克洛斯，52歲，美國奧運亞軍（1960年）。[62]
- 理查·庫珀，44歲，英國板球運動員。[63]
- 哈羅德·麥地那，102歲，美國法官。[64]
- 尤里·索科洛夫，29歲，蘇聯奧運會柔道運動員（1988年），罪犯，遇害。[65]
- 奧布瑞·威斯伯格，80歲，英裔美國電影製片人，癌症。[66]

### 15日
- 法爾扎德·巴佐夫特，31歲，伊朗裔英國記者，涉嫌間諜，被處以絞刑。
- 何塞·安東尼奧·博蒂羅利，70歲，阿根廷作曲家。
- 吉姆·埃德，94歲，英國藝術收藏家。[67]
- 蘿莉塔·費安，95歲，美國圖書館員。[68]
- 湯姆·哈蒙，70歲，美式足球運動員。[69]
- 米科拉·馬克希尼亞，77歲，蘇聯和烏克蘭足球運動員和教練。

### 16日
- 恩斯特·培根，91歲，美國作曲家。[70]
- 沃爾夫岡·克萊門，81歲，德國文學家。[71]
- 弗里茨·埃韋特，53歲，德國足球運動員。[72]
- 詹姆斯·弗蘭克·吉列姆，75歲，美國古典學者。[73]
- 安格斯·斯科特，62歲，英國田徑運動員和奧運選手。[74]

### 17日
- Capucine，62歲，法國模特和女演員[75]
- 撒母耳·H·弗裡德曼，93歲，美國記者和工會活動家，肺炎患者。[76]
- 里克·格雷奇，44歲，英國音樂家，肝功能衰竭。
- Nanette Guilford，86歲，美國歌劇歌手，腸胃炎。[77]
- 穆罕默德·拉蒂夫，80歲，埃及足球運動員。[78]
- 傑克·諾倫，60歲，美國鼓手。[79]
- Rose Marie Pangborn，57-58歲，美國食品科學家，癌症。[80]
- 卡梅洛·薩莫納，64歲，義大利學者。[81]

### 18日
- 羅賓哈裡斯，36歲，美國喜劇演員和演員，心臟病發作。[82]
- 羅伯特·卡明·凱特，71歲，澳大利亞政治家。
- 查理斯·菲爾普斯·史密斯，95歲，美國化學家。[83]
- 艾琳·索珀，84歲，英國藝術家。[84]
- 扎卡里亞斯，56歲，巴西演員。

### 19日
- 歐因坎索拉·阿巴約米，93歲，奈及利亞活動家。
- 小布勞爾，80歲，美國演員。
- 詹姆斯·H·R·克倫威爾，93歲，美國外交官。[85]
- 威廉·弗呂格，86歲，德國工程師。
- 利奧波德·諾伊默，71歲，奧地利足球運動員。[86]
- 歐拉亞，53歲，突尼西亞歌手和女演員。
- 安德魯·伍德，24歲，美國歌手，海洛因過量。[87]

### 20日
- 于凤至，93歲，张学良首任妻子。
- 傑森·鮑伊，61歲，美國政治家。[88]
- 莫里斯·克勞，82歲，法國電影製片人，帕金森病。[89]
- 肯尼斯·馬瑟，78歲，英國遺傳學家，心臟病發作。[90]
- 威廉·尼夫，74歲，德國指揮家。[91]
- 第三代羅斯柴爾德男爵維克多，79歲，英國銀行家和情報官員。[92]
- 列夫·亞辛，60歲，蘇聯足球運動員，胃癌。[93]

### 21日
- 德斯·庫里南，70歲，愛爾蘭足球運動員。
- 艾倫·羅伯茨，46歲，英國政治家，癌症。[94]
- 穆罕默德·沙希杜丁，67歲，孟加拉國自由鬥士和政治家。
- 愛德華·沃伊達，48歲，波蘭摔跤手和奧運選手。[95]
- 雷伯恩·賴特，67歲，美國長號手、作曲家和指揮家，癌症。[96]

### 22日
- 董仙桥，94歲，中華人民共和國政治人物
- 傑拉爾德·布爾，62歲，加拿大軍事工程師，被槍殺。
- 莫裡斯·弗勒雷，57歲，法國作曲家。
- 羅伯特·卡普拉斯，63歲，奧地利裔美國理論物理學家。[97]
- 貝爾納多·哈拉米略·奧薩，33歲，哥倫比亞共產主義政治家，兇殺案。
- 傑佛瑞·奧斯特格德，63歲，英國政治學家，患有白血病。[98]
- 科尼利厄斯·A·皮克特，87歲，美國政治家。[99]

### 23日
- 約翰·德克斯特，64歲，英國戲劇導演。[100]
- 勒內·恩里克斯，56歲，尼加拉瓜裔美國演員，愛滋病。
- 約翰·渣甸，54歲，美國橄欖球運動員，心臟病。[101]
- 阿爾·西爾斯，80歲，美國薩克斯演奏家。[102]
- 萊昂吉諾·烏扎伊姆，64歲，巴拉圭足球運動員。

### 24日
- 雷·古爾丁，68歲，美國喜劇演員，腎衰竭。[103]
- 珍妮·李，61歲，美國脫衣舞演員，癌症。
- 約翰·路易士·莫爾科夫斯基，80歲，美國羅馬天主教主教，中風。[104]
- 愛麗絲·薩普裡奇，73歲，法國女演員，癌症。[105]
- 王安，70歲，美籍華裔計算機科學家[106]

### 25日
- 萊恩·阿斯蒂爾，73歲，英格蘭足球運動員。[107]
- 卡爾·布朗，93歲，美國電影製片人。[108]
- 喬治·克萊登，86歲，澳大利亞足球運動員。
- 卡爾·埃默曼，75歲，二戰期間德國U型潛艇指揮官。[109]
- 大衛·埃文斯，56歲，英國板球運動員。[110]
- 贝蒂尔·林德，83歲，瑞典冰球運動員和奧運獎牌得主。[111]
- 查理斯·盧塞特，79歲，法國外交官。[112]

### 26日
- 切特·布魯爾，83歲，美國棒球運動員。[113]
- Tris Coffin，80歲，美國演員，肺癌。[114]
- 哈爾斯頓，57歲，美國時裝設計師，愛滋病。[115]
- Brūno Kalniņš，90歲，俄裔瑞典政治家。
- 米歇爾·米羅夫斯基，65歲，波蘭出生的美國醫生，多發性骨髓瘤。
- 馬尼本·派特爾，86歲，印度獨立活動家和政治家。[116]
- 艾倫·索萊姆，58歲，美國疾病學家。

### 27日
- 珀西·比爾德，82歲，美國田徑運動員和奧運獎牌得主。[117]
- 瓦茨拉夫·布勃尼克，64歲，捷克斯洛伐克冰球運動員。[118]
- 瑪麗蓮·布弗德，65歲，美國女演員，胰腺癌。
- 阿爾弗雷德·厄爾，82歲，英國皇家空軍軍官。
- 科林·賈米森，66歲，澳大利亞政治家。
- František Kopečný，80歲，捷克斯洛伐克語言學家。[119]
- 雷·庫卡，68歲，美國籃球運動員。[120]
- 萊斯特·詹姆斯·梅特蘭，91歲，美國飛行員。[121]

### 28日
- 喬治·亞瑟，65歲，澳大利亞足球運動員。[122]
- 吉诺·卡佩洛，69歲，義大利足球運動員。[123]
- 湯瑪斯·克里，75歲，澳大利亞奧運賽艇運動員（1936年）。[124]
- 亨利·赫克舍，79歲，美國情報官員，帕金森病。[125]
- 強尼·尼恩，89歲，美國棒球運動員，胰腺癌。[126]
- 庫特·夏夫，87歲，德國路德會主教。
- 海倫·惠特尼，75歲，美國女演員，肺炎。

### 29日
- 阿多爾·巴西，63歲，印度演員和電影導演，糖尿病。
- 芭芭拉·貝爾·卡彼特曼，69歲，美國社區活動家，心力衰竭。[127]
- 約瑟夫·希爾格，86-87歲，盧森堡奧運會亞軍（1924年）。[128]
- 菲爾·馬西，74歲，美國棒球運動員。[129]
- 阿蘭·烏爾曼，61歲，葡萄牙詞曲作者。
- 阿奇·斯特裡梅爾，71歲，美式橄欖球運動員。

### 30日
- 西婭·鮑曼，52歲，美國羅馬天主教傳教士，癌症。[130]
- 哈裡·布裡奇斯，88歲，澳大利亞裔美國工會會員。[131]
- 埃德文·漢森，70歲，丹麥足球運動員。
- Joseph O. Hirschfelder，78歲，美國核物理學家。[132]
- 埃伯哈德·克拉格曼，85歲，德國電影製片人。
- 弗拉基米爾·斯托爾尼科夫，56歲，蘇聯拳擊手。[133]

### 31日
- 皮埃拉·奧拉尼耶，66歲，法國心理學家，癌症。[134]
- 皮埃爾·德斯泰耶，80歲，法國電影、舞臺和電視演員。
- 約翰·霍克斯，90歲，澳大利亞網球運動員。
- 赫拉斯·哈澤爾，80歲，英國板球運動員。[135]
- 克努特·安斯加·尼爾森，83歲，丹麥 - 瑞典羅馬天主教主教。
- 海因茨-根達·魏特曼，63歲，德國生物化學家。[136]